# Enginyeria de l'espín
L'enginyeria de l'espín descriu el control i la manipulació de sistemes d'espín quàntic per desenvolupar dispositius i materials. Això inclou l'ús dels graus de llibertat d'espín com a sonda per a fenòmens basats en spin. A causa de la importància bàsica de l'espin quàntic per als processos físics i químics, l'enginyeria de l'espin és rellevant per a una àmplia gamma d'aplicacions científiques i tecnològiques. Els exemples actuals van des de la condensació de Bose-Einstein fins a l'emmagatzematge i lectura de dades basats en gir en discs durs d'última generació, així com des d'eines analítiques potents com l'espectroscòpia de ressonància magnètica nuclear i l'espectroscòpia de ressonància paramagnètica electrònica fins al desenvolupament de molècules magnètiques, com qubits i nanopartícules magnètiques. A més, l'enginyeria de spin explota la funcionalitat del spin per dissenyar materials amb propietats noves, així com per proporcionar una millor comprensió i aplicacions avançades dels sistemes de materials convencionals. Moltes reaccions químiques es dissenyen per crear materials a granel o molècules individuals amb propietats d'espin ben definides, com ara un imant d'una sola molècula. L'objectiu d'aquest article és proporcionar un esquema dels camps d'investigació i desenvolupament on es centren en les propietats i aplicacions de l'espí quàntic.

## Introducció
Com que l'espín és una de les propietats quàntiques fonamentals de les partícules elementals, és rellevant per a una àmplia gamma de fenòmens físics i químics. Per exemple, el gir de l'electró té un paper clau en la configuració electrònica dels àtoms, que és la base de la taula periòdica dels elements. L'origen del ferromagnetisme també està estretament relacionat amb el moment magnètic associat amb l'espin i el principi d'exclusió de Pauli depenent de l'espín. Així, l'enginyeria de materials ferromagnètics com els mu-metalls o l'Alnico a principis del segle passat es pot considerar com els primers exemples d'enginyeria de spin, encara que el concepte d'espin encara no es coneixia en aquell moment. L'enginyeria de l'espin en el seu sentit genèric va ser possible només després de la primera caracterització experimental de l'espí en l'experiment de Stern-Gerlach el 1922, seguida del desenvolupament de la mecànica quàntica relativista per Paul Dirac. Aquesta teoria va ser la primera que va acomodar el gir de l'electró i el seu moment magnètic.
Mentre que la física de l'enginyeria de l'espin es remunta als descobriments innovadors de la química quàntica i la física durant les primeres dècades del segle xx, els aspectes químics de l'enginyeria de l'espin han rebut atenció especialment durant els últims vint anys. Avui, els investigadors se centren en temes especialitzats, com ara el disseny i la síntesi d'imants moleculars o altres sistemes model, per tal d'entendre i aprofitar els principis fonamentals darrere de fenòmens com la relació entre magnetisme i reactivitat química, així com les propietats mecàniques relacionades amb la microestructura dels metalls. i l'impacte bioquímic de l'espin (per exemple, les proteïnes fotoreceptores) i el transport d'espín.

## Camps de recerca de l'enginyeria d'espín

### Espintrònica
L'espintrònica és l'explotació tant del espín intrínsec de l'electró com de la seva càrrega electrònica fonamental en dispositius d'estat sòlid i, per tant, forma part de l'enginyeria del spin. L'espintrònica és probablement un dels camps més avançats de l'enginyeria de spin amb molts invents importants que es poden trobar en dispositius d'usuari final com els capçals de lectura per a discs durs magnètics. Aquesta secció es divideix en fenòmens espintrònics bàsics i les seves aplicacions.

### Materials d'espín
Materials amb propietats determinades o fortament influenciades pel spin quàntic:
- Aliatges magnètics, és a dir, compostos d'Heusler
- Sistemes de grafè
- Materials orgànics de filatura[5]
- Nanoimants moleculars
- Molècules magnètiques
- Radicals orgànics
- Metamaterials amb magnetisme artificial

### Detecció basada en espín
Mètodes per caracteritzar materials i processos físics o químics mitjançant fenòmens basats en espín:
- Efecte Kerr magnetoòptic (MOKE)
- Ressonància magnètica nuclear (RMN)
- Dispersió de neutrons
- Fotoemissió polaritzada en gir
- Brillouin Light Scattering (BLS)
- Dicroisme circular magnètic de raigs X (XMCD)